# Hvězdný atlas
Hvězdný atlas je variantou tradičního geografického atlasu, který zobrazuje permanentní a polopermanentní polohy vesmírných objektů, například hvězd, souhvězdí, mlhovin, hvězdokup a galaxií.
Je to systematicky uspořádaný soubor hvězdných map. Z historických děl je známá Uranometria od J. Bayera (1603), ve které jsou nejjasnější hvězdy souhvězdí označeny řeckými písmeny, a hvězdný atlas J. Flamsteeda.
Hvězdné atlasy nebo mapy byly sestrojovány k mnohým katalogům hvězd, např. ke katalogu Bonner Durchmusterung byl v letech 1857-1863 vydán Atlas des nördlichen gestirnten Himmels, ekvinokcium 1855,0, od F. W. A. Argelandera. Má 40 listů o rozměrech 45 cm x 65 cm, s měřítkem 1 ° = 20 mm. Obsahuje hvězdy do 9. magnitudy. Třetí vydání vyšlo roku 1954 v Bonnu.
Podobné mapy byly vydány i ke katalogu Córdoba Durchmusterung.
Fotografickou mapou oblohy je Carte du Ciel, kterou začali dělat na podnět Pařížského mezinárodního astrografického kongresu roce 1887 pracovníci hvězdáren celého světa. Snímky byly prováděny astrografickým refraktorem stejného typu (průměr objektivu 33 cm, ohnisková vzdálenost 344 cm); měřítko na snímcích 1 mm = 1 '.
Franklinova-Adamsova mapa - atlas zobrazuje celou oblohu na 206 listech o rozměrech 18 ° x 18 °, s měrkou 20 mm = 1 °; obsahuje hvězdy do 15.-17. magnitudy.
Harvardský atlas sahá do 11. magnitudy, rozměry listů 30 ° x 30 °, s měrkou 5 mm = 1 °.
Největším hvězdným atlasem současnosti je Palomar Sky Atlas od Mount Palomar Sky Survey. Mapy tohoto hvězdného atlasu jsou negativní kopie snímků, které se dělaly velkým mountpalomarským Schmidtovým teleskopem (zrcadlo s průměrem 183 cm a ohniskovou vzdáleností 302 cm). Bylo vyrobeno 2 x 935 snímků, které pokrývají celou oblohu od deklinace -30 ° až do +90 °. Použity byly fotografické desky s rozměrem 35,6 cm x 35,6 cm (každá zobrazuje asi 36 čtverečních stupňů oblohy). Každý snímek se přitom zhotovil 2krát, v červené a modré oblasti spektra. Obsahuje objekty asi do 20. magnitudy. V současnosti se doplňují oblasti až k jižnímu pólu (evropská observatoř v Chile a hvězdárna v Austrálii - Siding Spring).
Atlas Coeli Skalnaté Pleso 1950.0 od Bečváře (3. vydání 1963) obsahuje 16 map, 35 000 objektů, hvězdy do 7,75. magnitudy. Mapy mají rozměry 42 x 59 cm, s měrkou 7 mm = 1 °.
Měřítko 20 mm = 1 ° mají i 3 další Bečvářovy hvězdné atlasy: Atlas Eclipticalis 1950.0 z roku 1959, Atlas Borealis (okolí severního pólu) a Atlas Australis (okolí jižního pólu), které obsahují všechny hvězdy s dosud známými přesnými polohami, rozlišené barvami podle základních spektrálních typů (viz spektrální klasifikace).
Ke specifickým účelům se dělají hvězdné atlasy, které zachycují pouze část oblohy. Např. na hledání a identifikaci planetek slouží hvězdné atlasy z okolí ekliptiky (Karten der ekliptice od M. Wolfa a J. Palisy nebo Bečvářův Atlas Eclipticalis, které zachycují hvězdy v pásu ± 30 ° okolo ekliptiky, vhodné na navazování pozičních měření).
Rozšířením Bečvářových hvězdných atlasů je Sky Atlas 2000.0 vydaný roku 1983 v Cambridgi (USA) pro hvězdy do 8,0. magnitudy a ekvinokcium 2000,0. Má 26 listů, jeho autorem je W. Tirion.

## Historické hvězdné atlasy
- Poeticon astronomicon
- Uranometria

## Moderní hvězdné atlasy
- Atlas Coeli Skalnaté Pleso 1950.0
- SkyAtlas 2000.0
- Uranometria 2000.0
- Millennium Star Atlas
- Pocket Sky Atlas
- Deep Sky Reiseatlas